# 여름의 폭풍!
《여름의 폭풍!》(夏のあらし! 나츠노 아라시[*])은 고바야시 진의 만화로 '여름의 아라시!'라고도 부른다. 2006년부터 월간 간간 WING(스퀘어 에닉스 간행)에 연재를 시작하였으며, 잡지의 휴간에 따라 2009년 5월부터 동사의 '월간 간간 JOKER'에 연재하고 있다.

## 이야기와 짜임
방학을 맞아 할아버지가 사는 요코하마로 온 시골 소년 야사카 하지메와 고교생 찻집 웨이트리스, 그러나 그 정체는 제2차 세계대전 말기에 폭격으로 '사망한' 소녀 아라시를 주축으로 이루어진다. 찻집 '방주'를 배경으로 이곳에 몰려드는 아라시의 생전 친구들과 현대의 인간들이 엮이어 빚어내는 나날을 그려낸다. 줄거리는 주로 성장하는 소년 하지메의 시점이 강조되며, 에피소드에 따라 어쩌다 하지메의 친구가 되어 버린 '소년' 가미가모 준, 또는 '유령'들의 시점에 따라 전개되기도 한다.

## 단행본
스퀘어 에닉스의 '간간 WING 코믹스' 레이블을 통하여 발매되고 있으며, 현재 6권과 6.5권까지 발매되었다. 이외 대만에 번역출간되었다.
1. 2007년 3월 27일, ISBN 978-4-7575-1960-2
2. 2007년 9월 14일, ISBN 978-4-7575-2117-9
3. 2008년 3월 22일, ISBN 978-4-7575-2245-9
4. 2008년 11월 27일, ISBN 978-4-7575-2436-1
5. 2009년 4월 27일, ISBN 978-4-7575-2521-4
6. 2009년 9월 18일, ISBN 978-4-7575-2682-2
7. 2009년 9월 18일, ISBN 978-4-7575-2676-1

## TV 애니메이션
- 여름의 폭풍

2009년 4월부터 TV 도쿄를 통해 총 13화가 방영되었다. 제작은 '파니포니 대시', '안녕, 절망선생'으로 명성을 날린 신보 아키유키 감독을 중심으로 이루어져, 원작에 비해 특유의 연출과 패러디가 두드러진 작품이 되었다. 그 중에서도 각화마다 유명 만화작품 (북두의 권, 도라에몽 등) 을 패러디한 'C파트'가 특징적이다. 엔딩곡 'キラリフタリ'과 함께 실제 70~80년대 일본 가요곡을 삽입곡으로 쓰거나 각화 타이틀로 사용, 혹은 앨범 표지를 소품으로 등장시키는 등, 복고적인 연출이 두드러지게 나타난다.
- 여름의 폭풍 ~春夏冬中~

2009년 10월부터 방영. 1기에 비해 원작과 다른 스토리가 다수 첨가되었으며, 70~80년대 가요를 리메이크한 커버곡의 삽입 비율이 증가하였다.
부제인 春夏冬中은 秋無い中(あきないちゅう)로 읽는데, 이는 商い,厭きない,空きない 등의 의미로 해석될 수 있다.

### 스태프
- 감독 : 신보 아키유키
- 시리즈 구성 : 다카야마 가쓰히코
- 캐릭터 디자인 : 오타 가즈히로
- 제작 : SHAFT
- 음악 제작 : 스타차일드 레코드

### 성우진
- 아라시야마 사요코 (아라시) : 시라이시 료코
- 야사카 하지메 : 산페이 유우코
- 가미가모 준 : 오미가와 치아키
- 카야 : 나즈카 카오리
- 마스터 : 나바타메 히토미
- 무라타 히데오 : 야스모토 히로키
- 후시미 야요이 : 노나카 아이
- 야마자키 카나코 : 호리에 유이